# Paule Baillargeon
Paule Baillargeon (Rouyn-Noranda, 19 de julio de 1945) es una actriz, directora y guionista quebequesa
Desde 2009, es cineasta en residencia de la Office national du film du Canada.

## Filmografía

### Como actriz
- Entre tu et vous, 1970
- Le Grand film ordinaire, 1971
- Ô ou l'invisible enfant: L'amante, 1972
- Montréal blues, 1972
- Et du fils, 1972
- Louise Thibaudeau, 1973
- Gina: Rita John, 1975
- Le Temps de l'avant: Monique, Helene's sister, 1975
- Confidences de la nuit (L'Amour blessé) (voix) , 1975
- La Piastre: Mireille, maîtresse de Robert, 1976
- Le Soleil se lève en retard: Ginette, 1977
- Monsieur Zéro (TV) : Marie, 1977
- Panique: Françoise Gélinek, 1977
- Vie d'ange: Star Morgan, 1979
- Albedo, 1983
- La Femme de l'hôtel: Andrea Richler, 1984
- La Dame en couleurs: Sister Gertrude, 1985
- Sonia: Roxanne, 1986
- Les Voisins (TV): Lorette, 1987
- I've Heard the Mermaids Singing: Gabrielle St. Peres, 1987
- L'Héritage (TV): Maggie Caillouette, 1987
- Trois pommes à côté du sommeil: Madeleine, 1989
- Les Heures précieuses, 1989
- Jésus de Montréal, 1989
- La Conquête de l'Amérique II, 1990
- Montréal vu par...: La femme du consul (segment "Vue d'ailleurs"), 1991
- Love-moi: Louise, 1991
- L'Assassin jouait du trombone: Irène Ingerstein, 1991
- La Conquête de l'Amérique I, 1992
- Un 32 août sur terre: Doctor in hospital, 1998
- Rue l'Espérance (TV): Louise Béliveau, 1999
- Destinées (TV): Claire Pellerin, 2009-2010

### Como directora
- La Cuisine rouge, 1980
- Sonia, 1986
- Solo, 1991
- Le Complexe d'Édith, 1991
- Le Sexe des étoiles, 1993
- Claude Jutra, portrait sur film, 2002

### Como guionista
- Vie d'ange, 1979
- La Cuisine rouge, 19830
- Sonia, 1986
- Le Petit cheval (TV) , 1990
- Montréal vu par..., 1991

### Premios
- Prix Gémeau, 1983